# Tripleville
Tripleville è un comune francese di 145 abitanti situato nel dipartimento del Loir-et-Cher nella regione del Centro-Valle della Loira.
Il 1º gennaio 2016 i comuni di Tripleville, La Colombe, Ouzouer-le-Marché, Membrolles, Prénouvellon, Semerville e Verdes sono stati uniti per formare il nuovo comune di Beauce la Romaine.

## Società

### Evoluzione demografica
Abitanti censiti